# Xavier Stracké
Xavier Stracké, auch Franciscus Xaverius Stracké (* 1850 in Arnheim, Provinz Gelderland; † 5. August 1888 in Utrecht, Provinz Utrecht), war ein niederländischer Bildhauer.

## Leben

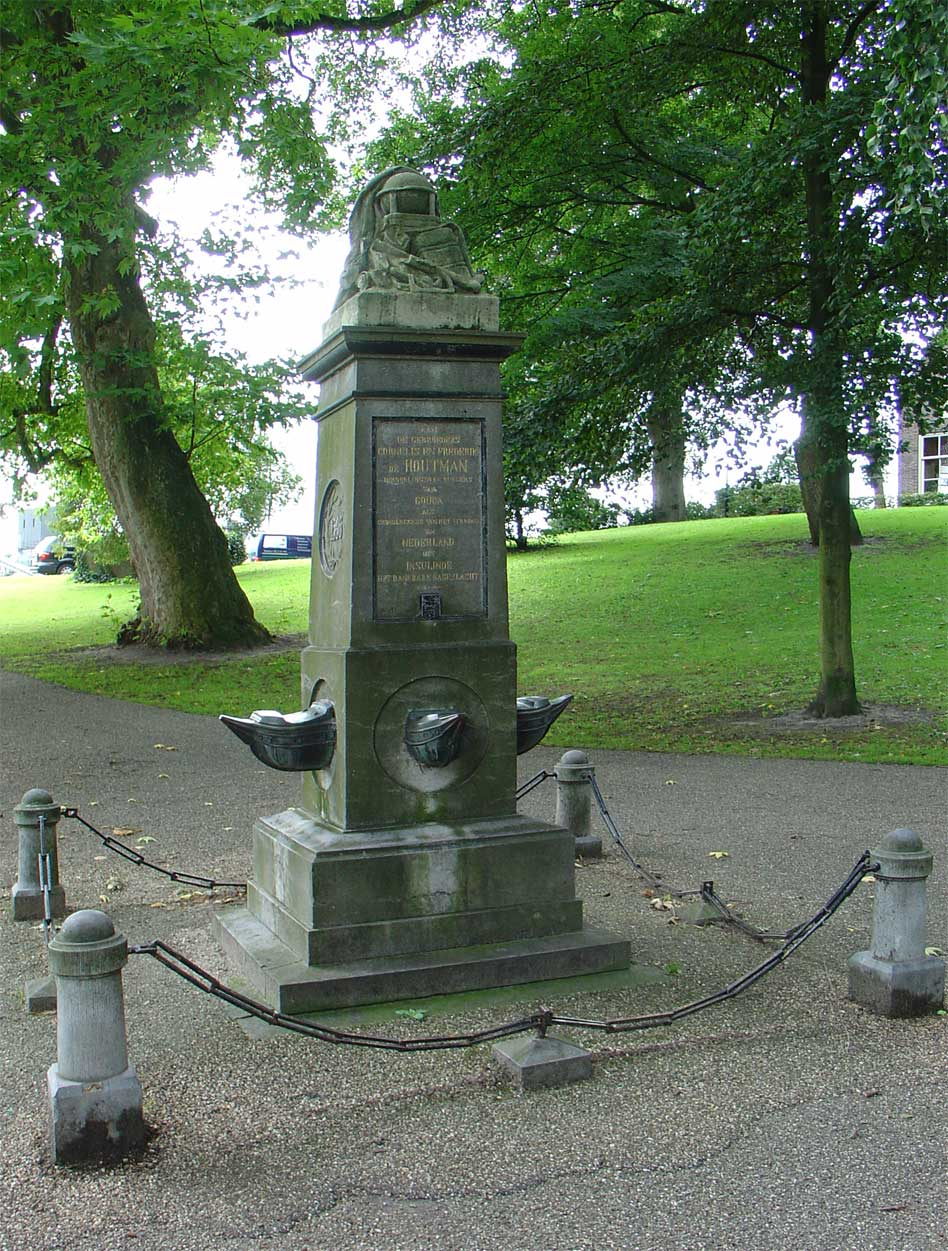
Denkmal für Cornelis und Frederik de Houtman in Gouda, 1879/1880

Xavier Stracké war ein Sohn des Bildhauers Frans Stracké aus dessen erster Ehe mit Johanna Geertruida Verwaijen (1814–1877). Sein jüngerer Bruder war der Maler Louis Stracké (1856–1934). Mit ihm gehörte er zur dritten Generation der von seinem Großvater Ignatius Stracké aus Dorsten begründeten deutsch-niederländischen Künstlerdynastie Stracké (Stracke).
Stracké erhielt eine künstlerische Ausbildung bei seinem Vater. In Rom, wo 1877/1878 auch sein Vater weilte, wurde er 1878 Schüler der Accademia di San Luca.
1879 erhielt er den Auftrag für ein Denkmal der Brüder Cornelis und Frederik de Houtman in Gouda, das am 1. Juli 1880 enthüllt wurde.